# Rui de Pina
Rui de Pina (Guarda, 1440 – 1521) è stato uno storico e diplomatico portoghese.

## Biografia
Rui de Pina è nato da una illustre famiglia aragonese ed era il figlio terzogenito dello scudiero Lopo Fernandez de Pina. Diplomatico provetto e raffinato, prese parte a missioni diplomatiche in qualità di segretario: fu mandato in Castiglia nel 1483, al seguito del barone di Alvito e nel 1497 a Roma, presso il papa Innocenzo VIII, al seguito di Pedro de Noroha, arcivescovo di Lisbona. Il re Giovanni II del Portogallo lo incaricò di scrivere una storia del Portogallo, assegnandogli un lauto stipendio annuo e il suo successore, il re Manuele I del Portogallo, lo nominò cronista ufficiale del Regno e custode della Torre do Tombo, ovvero dell'archivio nazionale, al posto del giurista Vasco Fernandes de Lucena che si era dimesso. Alla morte di Rui de Pina, nella carica di custode della Torre do Tombo subentrò suo figlio Fernao.
Per la Crónica de Portugal, lo storico portoghese Damião de Góis lo accusò di aver tratto ispirazione, ma di aver anche manomesso, le Cronache di Fernão Lopes e di Gomes Eanes de Zurara, lo storico cui si deve il racconto dei primi viaggi portoghesi d'esplorazione. Le Cronache di Rui de Pina comprendono i regni di Sancho I, di Alfonso II, di Sancho II, di Alfonso III, di Dionigi del Portogallo, di Alfonso IV, di Edoardo del Portogallo, di Alfonso V e di Giovanni II. Per importanza storica, sono note in particolare la Crónica do muito alto e esclarecido principe D. Sancho I, segundo rei de Portugal e la Crónica de muito alto e esclarecido principe D. Alfonso II, tercio rei de Portugal. Egli utilizzò uno stile semplice e scarno, di facile lettura, con qualche riferimento letterario ed erudito.